# سیارک ۳۳۳۹
سیارک ۳۳۳۹ (به انگلیسی: 3339 Treshnikov، نامگذاری:1978LB) سه هزار و سیصد و سی و نهمین سیارک کشف شده‌است که در ۶ ژوئن ۱۹۷۸ کشف شد.
قدر مطلق سیارک برابر ۱۱٫۱۰ است.